# Caratunk (Maine)
Caratunk es un pueblo ubicado en el condado de Somerset en el estado estadounidense de Maine. En el Censo de 2010 tenía una población de 69 habitantes y una densidad poblacional de 0,48 personas por km².

## Geografía
Caratunk se encuentra ubicado en las coordenadas 45°12′45″N 69°54′12″O / 45.21250, -69.90333. Según la Oficina del Censo de los Estados Unidos, Caratunk tiene una superficie total de 143.14 km², de la cual 135.45 km² corresponden a tierra firme y (5.37%) 7.68 km² es agua.

## Demografía
Según el censo de 2010, había 69 personas residiendo en Caratunk. La densidad de población era de 0,48 hab./km². De los 69 habitantes, Caratunk estaba compuesto por el 97.1% blancos, el 0% eran afroamericanos, el 1.45% eran amerindios, el 0% eran asiáticos, el 0% eran isleños del Pacífico, el 0% eran de otras razas y el 1.45% pertenecían a dos o más razas. Del total de la población el 0% eran hispanos o latinos de cualquier raza.